# Jean-Marc Sauvé
Pour les articles homonymes, voir Sauvé.
Jean-Marc Sauvé, né le 28 mai 1949 à Templeux-le-Guérard (Somme), est un haut fonctionnaire français.
Ancien élève de l'École nationale d'administration (ENA), il entre au Conseil d'État en 1977, puis occupe diverses fonctions dans la haute administration publique française. Il est notamment préfet de l'Aisne et secrétaire général du gouvernement. Il est ensuite nommé vice-président du Conseil d'État en 2006, et en devient le vice-président honoraire en 2018. De 2010 à 2018, il préside également le comité chargé d'évaluer les candidats aux fonctions de juge et d'avocat général à la Cour de justice de l'Union européenne et au Tribunal de l'Union européenne.
Depuis 2017, il est président du conseil d'administration de la Cité internationale universitaire de Paris (CiuP). Il est également président du comité d'éthique des Jeux olympiques. En 2018, il est nommé président du comité d'éthique de la Société de livraison des ouvrages olympiques en vue des Jeux olympiques d'été de 2024, qui se dérouleront à Paris. La même année, il devient président de la fondation Apprentis d'Auteuil.
En novembre 2018, il est nommé président de la commission d'enquête indépendante sur les abus sexuels sur mineurs commis au sein de l'Église catholique.

## Biographie

### Origines
Originaire d'un milieu modeste, fils de Maurice Sauvé (1923-2009) et de Marie Devillers (1923-2012), agriculteurs dans la Somme, il est issu d'une fratrie de cinq enfants. Ses parents sont des catholiques fervents dont il hérite une foi et une éducation ouverte et confiante : « mes parents étaient à la fois d’une grande piété et d’une grande ouverture aux autres. Ils ne séparaient pas leur foi et leur pratique d’une présence au monde qui fait l’expérience vivante de la solidarité et de la charité ».

### Formation
Jean-Marc Sauvé sait « très vite qu' [il] ne [sera] pas agriculteur comme [son] père ». À l'âge de dix ans, il quitte son village pour devenir pensionnaire au collège Notre-Dame-de-Grâce à Cambrai. À douze ans, il rêvait « d'abolir la peine de mort » et se découvre, au cours de son adolescence, un « intérêt profond pour la justice », ainsi qu'une « vive conscience des enjeux politiques ». C'est ainsi qu'il affirme avoir « été très précocement, dès le collège, attiré par la vie publique. C’était l’époque de la guerre d’Algérie, et des premiers pas de la construction européenne… J’ai très tôt voulu connaître et comprendre le monde dans lequel je vivais pour agir sur lui et participer à sa construction. ». Il est diplômé de l’Institut d'études politiques de Paris en 1970 et obtient en 1971 une maîtrise de sciences économiques à l'université Paris-I.
Admis en 1971 au concours d'entrée de l'École nationale d'administration à la onzième place, juste derrière Elisabeth Guigou, il interrompt rapidement sa scolarité pour devenir jésuite à Lyon. Il avait prévenu le directeur de l'ENA qu'il ne resterait pas. Chez les jésuites, Jean-Marc Sauvé a pu éprouver des « expériences uniques que peu de personnes de mon milieu professionnel ont pu faire : s’occuper d’autistes pendant plusieurs mois, vivre avec une famille de gitans, être employé de libre-service ». Après deux années d'études, se rendant compte qu’il n’était « pas fait pour cette vie-là », il quitte le noviciat des jésuites à Lyon, ce qui constitue, sur le coup, une « douloureuse expérience de l’échec ». Il affirmera plus tard que son passage au noviciat lui « a tout apporté. Je n’aurais pu avoir qu’une vision abstraite de la vie. Là, j’ai expérimenté l’échec bien sûr mais j’y ai reçu un apprentissage et fait des rencontres que je n’aurais pas pu faire ailleurs. C’était à la fois une erreur et une étape nécessaire et indispensable pour sortir du milieu dont j’étais issu ». Avec le recul, le noviciat a constitué « un temps important de maturation, un complément de formation par rapport [aux] études secondaires et supérieures ».
Il repasse le concours de l'ENA trois ans après sa première réussite. Jean-Marc Sauvé intègre à nouveau l’École nationale d'administration en 1975, promotion André Malraux, où il côtoie, entre autres, Olivier Schrameck, Frédéric Thiriez, Bernard de Froment, Françoise Gaspard, Gilles Johanet, Pierre Sellal et Pierre Vimont. Il en sort major en 1977. Cette double réussite au concours de l'ENA, inédite dans l'histoire de cette école, contribue à asseoir sa réputation,.

### Vie privée
Marié à une gestionnaire d'informations, il est père de trois enfants et a deux petits-enfants.

## Parcours professionnel

### Débuts au Conseil d'État
En 1977, à sa sortie de l'ENA, il choisit d'entrer au Conseil d'État pour répondre à son ambition : « au-delà du droit, ce choix traduisait une aspiration profonde pour le service de l'État, de l'État de droit et de la justice ». Il est ainsi nommé auditeur au Conseil d'État et rapporteur à la Section du contentieux.
En 1980-1981, il est responsable du centre de documentation du Conseil d’État, où il rédige les chroniques de jurisprudence fiscale. De 1977 à 1981, il est rapporteur, puis commissaire du gouvernement à la Commission centrale d’aide sociale.

### Conseiller technique au ministère de la Justice
Membre du Parti socialiste au début des années 1980, Jean-Marc Sauvé est conseiller technique au cabinet du Garde des sceaux Maurice Faure, puis de son successeur Robert Badinter entre 1981 et 1983. Il est nommé maître des requêtes au Conseil d’État en 1983 et directeur de l'administration générale et de l'équipement au ministère de la Justice entre 1983 et 1988 où il s'occupe de la modernisation administrative du ministère. Aux côtés de Robert Badinter, « un homme qui ne se contente pas d’affirmer des convictions mais s’engage concrètement et se bat pour les mettre en œuvre », il participe à l’abolition de la peine de mort, ce qu'il affirme avoir « fait de mieux dans [sa] vie », à la suppression de la cour de sûreté de l’État et des tribunaux militaires, et à la fin des discriminations pénales de l’homosexualité. Alors qu'il est de permanence à la Chancellerie, c'est lui qui annonce à Robert Badinter l’arrestation en Bolivie de Klaus Barbie.

### Directeur des libertés publiques et des affaires juridiques
Il est nommé directeur des libertés publiques et des affaires juridiques au ministère de l'Intérieur par un décret du 29 juin 1988 signé par Pierre Joxe. Il y instaure une procédure pour étudier personnellement chaque cas d'expulsion dans le cadre de la double peine, qui permet d'expulser des étrangers ayant commis des infractions. Il restera à ce poste entre 1988 et 1994, en dépit de l'alternance. Il participe, sous des gouvernements de droite, à la rédaction et la mise en œuvre des lois Pasqua sur l'immigration et le droit d'asile et à la mise en œuvre des accords de Schengen. Plusieurs années plus tard, en 2010, Jean-Marc Sauvé est cité par l'accusation devant la Cour de justice de la République lors du procès de l’ancien ministre Charles Pasqua dans l'affaire du casino d'Annemasse.

### Préfet puis secrétaire général du gouvernement
Il est ensuite nommé préfet de l'Aisne (1994-1995) par Charles Pasqua puis secrétaire général du gouvernement (SGG) de 1995 à 2006, poste auprès du futur Premier ministre Alain Juppé qu'il ravit à Michel Boyon, conseiller d'État chiraquien à qui le poste était initialement promis. Lors de l'annonce de sa nomination à la tête du secrétariat général, le porte-parole du gouvernement, François Baroin, annonce que la nomination de Jean-Marc Sauvé, politiquement proche du Parti socialiste, symbolise le « souci du président de la République de préserver l'impartialité de l'État ».
Jean-Marc Sauvé est alors loué pour sa loyauté, sa capacité d'adaptation, sa grande agilité et sa rigueur intellectuelle, sa compétence, ainsi que pour sa réputation de gros travailleur, ce qui lui permet de traverser sans heurt les changements de majorité politique. Nommé secrétaire général du gouvernement sous un gouvernement de droite, il sera maintenu à ce poste sous le gouvernement de Lionel Jospin. Finalement, Jean-Marc Sauvé exerce cette fonction sous quatre Premiers Ministres différents, à savoir Alain Juppé entre 1995 et 1997, Lionel Jospin entre 1997 et 2002, Jean-Pierre Raffarin entre 2002 et 2005, puis Dominique de Villepin entre 2005 et 2006. Cependant, il n'a jamais songé à franchir le pas de la politique, à la différence d'autres membres du Conseil d'État. Il affirme ainsi avoir « toujours préféré travailler continûment sur le fond des sujets, sur les enjeux de la vie publique plutôt que sur les jeux politiques. »
Il est nommé conseiller d'État en 1995 et occupe les fonctions de président du conseil d’administration de l’Académie de France à Rome (Villa Médicis) (1999-2008). Il est aussi membre du conseil d’administration du musée du Louvre (2002-2008).
Dans l'ensemble de ses fonctions, il se préoccupe des questions d'éthique et de déontologie,. En 2010, Jean-Marc Sauvé est nommé président de la commission de réflexion pour la prévention des conflits d'intérêts dans la vie publique. Cette commission a rendu public, en janvier 2011, un rapport intitulé Pour une nouvelle déontologie de la vie publique édité à la Documentation française. Ce rapport propose 29 mesures destinées à renforcer la prévention des conflits d'intérêts et à promouvoir la déontologie des acteurs publics (membres du gouvernement, membres des cabinets ministériels, fonctionnaires de l’État, agents des entreprises publiques, experts des agences de sécurité sanitaire). Il a donné lieu à un projet de loi qui n'a jamais été inscrit à l'ordre du jour du Parlement. Cette question de la déontologie de la vie publique a conduit à la création de la Commission sur la rénovation et la déontologie de la vie publique en 2012, présidée par l'ancien Premier ministre, Lionel Jospin, puis à la création de la Haute Autorité pour la transparence de la vie publique en 2013. Jean Marc Sauvé a mis en place en 2011 la première charte de déontologie de la juridiction administrative ainsi qu'un collège de déontologie qui seront confirmés et officialisés par la loi du 20 avril 2016.

### Vice-président du Conseil d'État

#### Nomination
À l'approche de la fin du mandat de Renaud Denoix de Saint Marc, deux candidats issus du Conseil d'État se détachent pour devenir vice-président de l'institution : Michel Boyon, ancien directeur de cabinet du Premier ministre Jean-Pierre Raffarin, et Jean-Marc Sauvé, qui avait ravi à Boyon le poste de secrétaire général du gouvernement en 1995,. Finalement, Jacques Chirac choisit Jean-Marc Sauvé. Michel Boyon est nommé président du Conseil supérieur de l'audiovisuel quelques semaines plus tard,.
Jean-Marc Sauvé est nommé au poste de vice-président du Conseil d'État par décret en Conseil des ministres le 14 septembre 2006, et prend officiellement ses fonctions le 3 octobre 2006 en remplacement de Renaud Denoix de Saint Marc, atteint par la limite d'âge. Ce dernier était également passé par le secrétariat général du gouvernement avant de prendre la tête du Conseil d'État.
Mediapart révèle en 2015 que son salaire annuel s'élève à 205 000 euros bruts par an, « sans prime complémentaire ni avantage en nature » ce qui, « pour un très haut dignitaire de la République », constitue une somme raisonnable considérablement inférieure au plafond de rémunération des entreprises publiques.

#### Réformes de la justice administrative
Dès son discours d'installation, prononcé le 3 octobre 2006 en présence du Garde des Sceaux Pascal Clément, Jean-Marc Sauvé insiste sur la nécessité de maintenir la dualité des fonctions administrative et juridictionnelle du Conseil d'État, estimant que le Conseil d'État « tire en effet sa force et son originalité de sa distance et de sa proximité avec le Gouvernement et, comme le rappelait ici même récemment le Premier ministre, de sa capacité à conseiller l’exécutif avec la science et la fiabilité du juge et à le juger avec le réalisme et l’efficacité que donne la connaissance de l’administration ». Jean-Marc Sauvé affirme également souhaiter poursuivre la « tâche de modernisation et d'adaptation » du Conseil d'État, notamment via une réflexion sur « les moyens d’améliorer la contribution des sections administratives au chantier de la qualité de la réglementation ».
Son action à la tête du Conseil d'État s'inscrit dans une volonté de moderniser la justice administrative, notamment afin de réduire les délais de jugement. Ces réformes consacrent en droit la séparation de fait des fonctions consultatives et des attributions juridictionnelles du Conseil d'État, elles permettent aux parties de prendre la parole après les conclusions du rapporteur public à l'audience, recentrent les compétences en premier et dernier ressort du Conseil d'État et accélèrent le traitement de certaines requêtes en dynamisant l'instruction.
Jean-Marc Sauvé est réputé pour son intransigeance : il veille notamment à l'identification des magistrats administratifs qui avaient signé anonymement une tribune critiquant l'instauration de l'état d'urgence en France. Il cherche également une meilleure visibilité pour la juridiction administrative et plus spécialement pour le Conseil d'État : ainsi a-t-il créé en septembre 2016 une fonction de porte-parole du Conseil d'État visant une meilleure compréhension des avis et des décisions rendus par le juge administratif suprême.
Cependant, le bilan de l'action de Jean-Marc Sauvé à la tête de la juridiction administrative ne fait pas l'unanimité parmi les professeurs de droit : Paul Cassia estime que « sous son autorité, les voies de recours devant la juridiction administrative et l’effectivité de son intervention ont été réduites avec une intensité et une systématicité jamais égalées ». Denys Simon, professeur à l'université Paris 1 Panthéon-Sorbonne, en revanche, considère qu'il a « profondément renouvelé les rapports entre le Conseil d'État et l'Université, entre la jurisprudence et la doctrine, entre la justice et la recherche. ».

#### Engagement en faveur du dialogue des juges au niveau européen
La première séance de l'Assemblée du contentieux que Jean-Marc Sauvé préside, fin 2006, inaugure un important revirement de jurisprudence en reconnaissant l'autorité entière des décisions préjudicielles de la Cour de justice des Communautés européennes, y compris lorsqu'elle statue au-delà de la question posée (arrêt Société de Groot en Slot Allium).
Par la suite, le mandat de Jean-Marc Sauvé s'inscrit dans l'exigence d'un « dialogue nourri et confiant avec les cours de Luxembourg et de Strasbourg », via la mise en cohérence de la jurisprudence du Conseil d'État et de son organisation juridictionnelle avec leurs exigences, à rebours d'un nationalisme juridique que certains auteurs ont pu reprocher au juge administratif. Ainsi, « d'anciennes divergences avec les cours européennes ont pu être surmontées, sans que nous renoncions à notre identité qui s’en est au contraire trouvée enrichie. S’agissant des relations avec le droit de l’Union européenne, d’importants arrêts ont ainsi été rendus entre 2006 et 2009 : De Groot En Sloot, Gardedieu, Arcelor, Gestas et Perreux. Ils ont achevé le cycle engagé en 1989 avec les arrêts Alitalia et Nicolo ». Selon Jean-Marc Sauvé, « cette mise à jour a eu pour effet de replacer le Conseil d’État au centre du débat juridictionnel européen ».

#### Annulation des élections municipales de Corbeil-Essonnes de mars 2008
Le 5 juillet 2009, Jean-Marc Sauvé est convoqué à l'Élysée par Nicolas Sarkozy, alors président de la République, à la suite de l'annulation de l'élection de Serge Dassault à la mairie de Corbeil-Essonnes et à sa condamnation le 8 juin 2009 à l'inéligibilité pour un an, le Conseil d'État ayant considéré que les dons d'argent effectués sur ordre du candidat avaient été de nature à altérer la sincérité du scrutin. Lors de cette entrevue, Nicolas Sarkozy reproche au vice-président du Conseil d'État de se comporter en « militant socialiste comme tous les juges du Conseil d'État »,. Nicolas Sarkozy s'indigne d'une « décision politique » qui n'a pour but que de servir ses « adversaires politiques » et se porte alors garant de l'honnêteté de Serge Dassault « qui a rendu tant de services au pays ». Au bout d'une heure d'entretien, Jean-Marc Sauvé quitte l'Élysée « sonné par la violence des propos menaçants de Nicolas Sarkozy », ayant conscience d'avoir vécu « un moment sans précédent dans l'histoire du Conseil d'État sous la Ve République ».
Quelques semaines plus tard, comme le lui permet son statut de vice-président, Jean-Marc Sauvé préside en personne la formation de jugement chargée d'examiner le recours en révision contre la décision du Conseil d'État du 8 juin 2009 annulant l'élection de Serge Dassault, qui confirme cette annulation,,.

#### Fin de mandat
Alors que de nombreux observateurs envisageaient une nomination de Marc Guillaume, secrétaire général du gouvernement, à la tête du Conseil d'État, Jean-Marc Sauvé, qui affirme s'intéresser « de près à [sa] succession », estime que la tradition consistant à ce que le secrétaire général du gouvernement devienne vice-président du Conseil d'État constitue, « à l’échelle de l’histoire du Conseil d’État » une « pratique presque récente », et qu'il convient de « s’abstenir de réflexes mécaniques ».
Il est admis à faire valoir ses droits à la retraite à compter du 29 mai 2018. L'ancien président de l'Autorité de la concurrence, Bruno Lasserre, lui succède à la tête de l'institution à compter de cette date. Jean-Marc Sauvé préside sa dernière formation d'Assemblée du contentieux le 4 mai 2018 et présente le dernier rapport annuel du Conseil d'État le 17 mai suivant. À l'occasion de la remise du rapport annuel du Conseil d'État, le Premier ministre Édouard Philippe salue dans un communiqué de presse « l’engagement de Jean-Marc Sauvé au service de l’État, pendant plus de quarante ans, dans d’éminentes responsabilités », soulignant « que, dans cette carrière exceptionnelle, Jean-Marc Sauvé [avait] fait preuve d’un sens élevé du service public et [avait] constamment veillé à la défense de l’intérêt général et au respect de l’État de droit » ainsi que son action inlassable « pour le rayonnement européen et international du Conseil d’État et du droit français ».

## Autres activités

### Pendant sa carrière
De 2008 à 2018, Jean-Marc Sauvé a présidé l'Institut français des sciences administratives (IFSA).
En tant vice-président du Conseil d'État, il a occupé également les fonctions de président du Conseil supérieur des tribunaux administratifs et cours administratives d'appel, et de président du conseil d'administration de l’École nationale d'administration (ENA). Il a également présidé la Commission pour la transparence financière de la vie politique (autorité indépendante chargée du contrôle du patrimoine des membres du gouvernement, des élus et des dirigeants des entreprises publiques) jusqu'à son remplacement en décembre 2013 par la Haute Autorité pour la transparence de la vie publique.
De 2007 à 2018, il a été vice-président de l’Association internationale des hautes juridictions administratives (AIHJA).
Jean-Marc Sauvé a ces dernières années présidé les colloques d'actualité de l'Institut français des sciences administratives organisés sur les thèmes suivants : « Sécurité publique : partenariat puissance publique, acteurs privés » en 2009, « Quel modèle d'administration territoriale pour demain ? » en 2010 et « L'action de l’État en mer » en 2011.
De 2010 à 2012, il a été président de l'Institut des hautes études sur la Justice (IHEJ).
En 2010, il est nommé Honorary Bencher of the Society of the Middle Temple (membre d’honneur du Middle Temple, association britannique regroupant des juges, avocats et professeurs de droit).
De 2010 à 2018, il a été président du comité institué par l’article 255 du Traité sur le fonctionnement de l’Union européenne (comité créé par le Traité de Lisbonne et chargé de donner un avis sur l’adéquation des candidats à l’exercice des fonctions de juge et d’avocat général à la Cour de justice et au Tribunal de l’Union européenne). Ce comité a publié quatre rapports d'activité consultables sur le site de la Cour de justice de l'Union européenne, qui témoignent du rôle de ce comité. Celui-ci a bloqué environ 20 % des nominations proposées par les gouvernements des États membres de l'Union à la Cour de justice et au Tribunal de l'Union européenne.
En 2015, à la demande du président de la République, François Hollande, il remet avec Claude Onesta un rapport sur la création d'une réserve citoyenne, intitulé Pour que vive la fraternité !. Ce rapport avait été commandé à la suite de la mobilisation civique suscitée par les attentats contre la rédaction de Charlie Hebdo et l'Hyper Cacher de Vincennes.
Jean-Marc Sauvé a aussi remis à François Hollande un rapport écrit avec Didier Migaud sur la situation matérielle des anciens présidents de la République. Ce rapport rendu public en 2016 a donné lieu à une réforme du soutien matériel et en personnel apporté aux anciens Présidents de la République.
Jean-Marc Sauvé est l'auteur de nombreux articles et discours sur la juridiction administrative, le droit public et les institutions administratives françaises, le droit européen et les relations entre l'ordre juridique national et les ordres juridiques européens.

### Après sa carrière

#### Président de la Cité internationale universitaire de Paris
Le 20 octobre 2017, il est élu à l'unanimité président de la fondation Cité internationale universitaire de Paris par le conseil d'administration de la Cité internationale. Il avait été coopté comme membre du conseil d'administration de la Cité internationale le 21 avril 2016. Il succède ainsi à Marcel Pochard, qui a présidé la Cité internationale universitaire de Paris pendant douze ans de 2006 à 2017. La prise de fonction de Jean-Marc Sauvé intervient à une période de dynamisme et de fort développement de la Cité internationale qui prévoit la construction de 10 nouvelles maisons et 1800 logements supplémentaires d'ici 2025.

#### Président de la Fondation Apprentis d'Auteuil
Deux jours après la fin de son mandat de vice-président du Conseil d'État, refusant les offres de grands cabinets d'avocats,, Jean-Marc Sauvé prend pour quatre ans la tête de la Fondation Apprentis d'Auteuil, œuvre sociale catholique qui suit à l'époque 27 000 jeunes et familles dans 230 établissements, « au service de l'intérêt général et de la justice sociale, avec une orientation très claire vers la jeunesse ». Il affirme que cette fonction bénévole, qu'il exerce deux jours par semaine, « est dans la cohérence de ce que je suis, de ce que j'ai fait et de ce à quoi je crois ». Cette fonction de présidence d'Apprentis d'Auteuil, qui est une fondation catholique, lui permet, selon lui, de concilier explicitement ses convictions religieuses avec ses engagements auprès de l'intérêt général : « Ce que je n'ai pas fait dans une activité laïque, je le fais maintenant. ». Son action vise notamment à pérenniser le financement de l'association.

#### Jeux olympiques
En septembre 2018, Jean-Marc Sauvé est nommé président du comité d'éthique de la Société de livraison des ouvrages olympiques, en vue des Jeux olympiques d'été de 2024 qui ont eu lieu du 26 juillet au 11 août 2024 à Paris,.

#### Président de la commission sur les abus sexuels dans l'Église (CIASE)
En novembre 2018, Jean-Marc Sauvé est nommé par la Conférence des évêques de France à la tête d'une commission indépendante chargée de faire la lumière sur les affaires de pédophilie dans l'Église depuis les années 1950,, sur la proposition de Georges Pontier. Cette désignation a lieu six jours après que la Conférence des évêques a fait part de sa décision de créer cette commission. Le porte-parole de la Conférence des évêques, Olivier Ribadeau-Dumas, affirme que l'Église recherchait « une personnalité dont la crédibilité et la notoriété seraient garantes de son impartialité et de son indépendance. »
De son côté, Jean-Marc Sauvé affirme qu'il a accepté cette mission parce que « ce sujet concerne des faits graves : des abus sexuels commis sur des jeunes et des personnes vulnérables dont les vies ont été durablement abîmées. Par ailleurs, l'Église s'engage dans une démarche de retour sur elle-même et de transparence sur des défaillances ayant pu exister en son sein, de réparation et de réforme permettant d'éviter la réitération des problèmes rencontrés. » Le vice-président honoraire du Conseil d'État souligne que « seul l’établissement de la vérité permettra de sortir de l’ère de suspicion et de controverse assez vive dans laquelle nous sommes entrés. »
Cette nomination consensuelle fait l'objet d'une large approbation,, notamment auprès de certaines victimes d'abus sexuels.
Le rapport de la Commission est rendu public le 5 octobre 2021, avec des constats étayés et lourds, estimant en particulier le nombre de victimes à 216 000 et le nombre d'agresseurs à 3 000, pouvant aller  de 70 à 150 mineurs concernés par prêtre incriminé.

#### États généraux de la Justice
En octobre 2021, Jean-Marc Sauvé est chargé de présider une commission indépendante des États généraux de la Justice.

## Prises de position

### Politique de communication du Conseil d'État
Jean-Marc Sauvé est intervenu à de nombreuses reprises dans les médias afin de défendre certaines prises de position du Conseil d'État, que ce soit dans le cadre de ses fonctions juridictionnelle ou consultative. Des auteurs ont relevé la volonté de Jean-Marc Sauvé « d’ouvrir l’institution vers l’extérieur et de mieux communiquer sur son action, s’inscrivant ainsi dans le droit fil de certains de ces prédécesseurs, notamment René Cassin et Marceau Long », notamment par des conférences de presse expliquant les décisions du Conseil d'État aux médias et au grand public.
Dans une interview publiée en 2007, Jean-Marc Sauvé affirme que l'organisation de conférences de presse « s'inscrit dans la volonté qui est la mienne de mieux rendre compte de ce que nous faisons et de le rendre plus intelligible et plus lisible. Je pense que cette méthode a vocation à être reconduite à chaque fois que nous rendrons des arrêts de cette importance ». Cette politique de communication s'inscrit dans le sillage de celle du Conseil constitutionnel à la suite des remous provoqués par sa décision du 13 août 1993 relative au droit d'asile.
Le vice-président a ainsi expliqué le sens et la portée d'un avis rendu le 4 juin 2007 par la Section du contentieux sur les droits des victimes de dommages corporels et le recours subrogatoire des caisses de sécurité sociale contre les auteurs de ces dommages lors d'une conférence de presse du 20 juin 2007 ou ceux de la jurisprudence Tropic travaux signalisations admettant le recours contre des contrats administratifs par des concurrents évincés lors d'une conférence de presse du 18 juillet 2007.
Cette volonté de communication s'exprime aussi par la publication de communiqués de presse à destination de la communauté des juristes et du public. Un professeur de droit public y voit l'expression d'une « volonté d’influence, qui guide le Conseil d'État dans le traitement de ses revirements de jurisprudence » par la publication de communiqués de presse.

### Ordonnance Dieudonné
En janvier 2014, alors que de nombreux juristes s'alarment des conséquences pour la liberté d'expression et pour les libertés publiques de l'ordonnance Dieudonné du Conseil d'État, Jean-Marc Sauvé soutient la décision de Bernard Stirn, président de la section du contentieux. Dans un entretien au journal Le Monde, il prétend que la décision s'inscrit dans la « continuité de la jurisprudence » du Conseil d'État face à une « situation inédite » et invoque, pour justifier ces décisions, les notions d'« atteinte à la dignité humaine » et de « cohésion nationale ». Ces notions sont par la suite sévèrement critiquées par plusieurs juristes pour leur manque de clarté et leur imprécision,. Cette notion de dignité humaine avait été également abondamment critiquée par Anne-Marie Le Pourhiet, professeur de droit public à l’université Rennes-1, pour qui : « Ériger cette notion philosophique et morale, éminemment subjective et relative, en norme juridique est une folie ». Elle déclarait alors que c'est au nom de cette notion que « les décisions juridictionnelles récentes les plus intellectuellement indigentes et tirées par les cheveux ont été rendues sur le fondement de cette notion fourre-tout et galvaudée ».

### Interdiction du burkini sur les plages
Jean-Marc Sauvé a également pris position sur l'affaire du burkini dans un entretien au journal Le Figaro dans lequel il rappelle que « le Conseil d'État a rappelé dans ses décisions que les mesures de police prises par le maire doivent être « nécessaires, adaptées et proportionnées au regard des seules nécessités de l'ordre public ». Le maire ne peut se fonder sur d'autres considérations. ». Il évoque également « le principe d'égalité entre hommes et femmes [qui] est un principe absolu, mais déduire d'un port de maillot de bain une violation de ce principe serait s'engager sur un terrain juridiquement fragile ». Dans cet entretien, Jean-Marc Sauvé précise également que « si le juge n'est pas "hors-sol", ni "hors du monde", il doit se garder d'épouser les emballements ou les passions d'une partie de l'opinion ».

### Renouvellement de l'état d'urgence
En novembre 2016, Jean-Marc Sauvé s'exprime dans un entretien publié par le journal Le Monde et rappelle que « l'état d'urgence ne peut être renouvelé indéfiniment ». Il déclare notamment qu' « aujourd'hui, le juge exerce, en matière de légalité, un triple contrôle de proportionnalité sur le caractère nécessaire, adapté et proportionné de chacune des mesures contestées. Le Conseil d'État a par ailleurs posé le principe de la responsabilité de l'État pour faute simple, pour les personnes visées par des perquisitions, que la faute résulte de l'illégalité de la perquisition ou de ses conditions matérielles d'exécution ». Jean-Marc Sauvé rappelle également que « la convention européenne des droits de l'homme est notre patrimoine commun. Elle a servi et elle sert à renforcer la garantie des droits dans les parties de notre continent qui ont vécu sous des régimes de dictature. Mais elle sert aussi à renforcer la garantie des droits dans les États fondateurs du Conseil de l'Europe [...] ».

### Affaire de la croix de Ploërmel
Le 25 octobre 2017, le Conseil d'État juge contraire à la loi du 9 décembre 1905 l’installation d’une croix en surplomb d’une statue du pape Jean-Paul II érigée sur une place de la commune de Ploërmel, dans le Morbihan,. Cette décision suscite de fortes critiques de la part d'hommes politiques de droite et d'extrême-droite, notamment Nicolas Dupont-Aignan ou Jean-Frédéric Poisson qui y voit du « masochisme culturel ». D'abondantes critiques sont également formulées sur Twitter via le mot-dièse #MontreTaCroix. La Pologne, pays d'origine de Jean-Paul II, réagit également vivement par la voix de sa Première ministre, Beata Szydlo, en affirmant dans un communiqué : « Le gouvernement polonais tentera de sauver de la censure le monument de notre compatriote, et nous proposerons de le transférer en Pologne, en cas d'accord des autorités françaises et de la communauté locale ». Le journal Le Figaro note que l'affaire est « révélatrice des fractures françaises »
Interrogé par le journal La Croix, Jean-Marc Sauvé affirme « S’agissant de l’installation d’une croix, il ne pouvait y avoir d’autre décision que celle rendue. Il ne faut y voir aucune inflexion vers une jurisprudence qui serait antireligieuse. Nous devons tous nous soumettre à la loi, même si elle peut, dans un cas particulier, heurter les consciences. » Cette interview suscite un droit de réponse virulent de l'ancien maire de Ploërmel, Paul Anselin, dans le même quotidien.

## Décorations
- Grand officier de la Légion d'honneur (2017)[100]
- Commandeur de l'ordre des Arts et des Lettres au titre de « secrétaire général du gouvernement » (2003)[101]
- Grand officier de l'ordre du Mérite de la République fédérale d'Allemagne[102]
- Grand officier de l'ordre national du Mérite

## Publications
- État de droit et efficacité, AJDA, 1999, p. 119.
- Les sanctions administratives en droit public français. État des lieux, problèmes et perspectives, AJDA, 2001, p. 16.
- Le Conseil des ministres, in Mélanges en l'honneur de Jean Gicquel, Constitutions et pouvoirs, Dalloz, 2008, p. 497-536.
- Préface aux Mélanges en l’honneur du président Bruno Genevois, Le dialogue des juges, Dalloz, décembre 2008, p. XXXIX-XLV.
- Le conseil d'État et la constitution, Revue française de droit constitutionnel, 2009/1, n° 77, p. 224.
- La place des partenaires sociaux dans l'élaboration des réformes, Droit social, 2010, p. 489.
- Le juge administratif, la démocratie et l'Union européenne, RMCUE, 2010, p. 413.
- Le principe de subsidiarité et la protection européenne des droits de l'homme, Recueil Dalloz, 2010, p. 1368.
- Un juge indépendant et impartial, in Mélanges en l’honneur de Jean-Paul Costa, La conscience des droits, Dalloz, juin 2011, p. 539-562.
- La mise en œuvre de la question prioritaire de constitutionnalité dans la juridiction administrative, Conseil d’État, intervention du 12 septembre 2011.
- Discours prononcé lors des obsèques de Guy Braibant, in Mélanges en l'honneur de Guy Braibant, Guy Braibant, juriste et citoyen, Dalloz, 2011, p. 269-272.
- Le juge administratif face au défi de l'efficacité. Retour sur les pertinents propos d'un Huron au Palais-Royal et sur la « critique managériale », RFDA, 2012, n°4, p. 613.
- Conflits d'intérêts et déontologie dans le secteur public, AJDA, 2012, p. 861.
- Quelle déontologie pour les hauts fonctionnaires ?, Revue française d'administration publique, 2013/3, n° 147, mars 2013, p. 725-745.
- Un corridor de Vasari au Palais-Royal. Autoportraits du juge en son office, AJDA, 2013, p. 1669.
- La prévention des conflits d'intérêts et l'alerte éthique, AJDA, 2014, p. 2249.
- La concurrence, composante de l’intérêt général, Colloque A quoi sert la concurrence ?, Revue Concurrences, octobre 2014, p. 685-690.
- Préface au Liber amicorum Vassilios Skouris, La cour de justice de l’Union européenne sous la présidence de Vassilios Skouris (2003-2015), Bruylant, juin 2015, p. 23-30.
- La qualité de la justice administrative, Avant-propos, Revue française d’administration publique, 2016, n° 159, p. 667-674.
- Héritiers et disciples du président Long, Avant-propos, in Mélanges en l’honneur de Marceau Long, Le service public, Dalloz, avril 2016, p. 1-5.
- Administrer la juridiction administrative, in Mélanges en l’honneur de Marceau Long, Le service public, Dalloz, avril 2016, p. 411-428.
- De l’abolition de la peine de mort au droit à la vie, ou le « visage serein de Minerve » vu du Conseil d’État, in Mélanges en l’honneur de Robert Badinter, L’exigence de justice, Dalloz, juillet 2016, p. 669-690.
- Préface à Vivre les valeurs du service public, presses de l’EHESP, novembre 2016, p. 5-7.
- Repenser le rôle du juge ordinaire. Les voies d’un pluralisme ordonné : de la circulation des droits à l’intégration des ordres juridiques, in Traité des rapports entre les ordres juridiques, sous la direction de Baptiste Bonnet, LGDJ, novembre 2016, p. 713-724.
- Dialogue entre Vassilios Skouris et Jean-Marc Sauvé, in Traité des rapports entre les ordres juridiques, sous la direction de Baptiste Bonnet, LGDJ, novembre 2016, p. 1249-1268.
- Quel juge pour les libertés ?, Recueil Dalloz, 2016, p. 1320.
- Le juge administratif et les droits fondamentaux, AJDA, 2016, p. 2420.
- Le Conseil d’État a été replacé au centre du débat juridictionnel européen, Entretien, AJDA, 2018, p. 1004.
- L’autorité du droit de l’Union européenne, le point de vue d’un juge français, p. 61-71, in The Authority of EU Law , Do We Still Believe in It ?, Wolfgang Heusel et Jean-Philippe Rageade Editors, Springer 2019.
- Reflections : How International Law Functions in Times of Crisis (Part VI Epilogue), p. 291-317, in How International Law Works in Times of Crisis, Edited by George Ulrich and Ineta Ziemele, European Society of International Law Series, Oxford University Press, 2019.
- Préface des Mélanges en l’honneur de Bernard Stirn, La scène juridique : harmonies et mouvements, Dalloz oct. 2019, p. XIX-XXVII.
- Le renouvellement du droit administratif sous l’influence du droit européen, in Mélanges en l’honneur de Bernard Stirn, La scène juridique : harmonies et mouvements, Dalloz oct. 2019, p. 509-523.